# Metaisierung

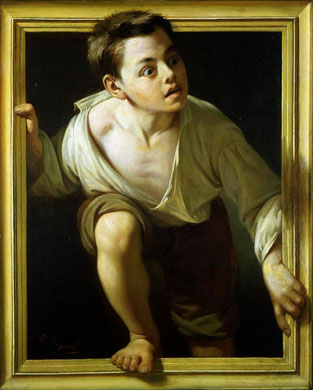
Metaisierung im Kunstwerk Flucht vor der Kritik / Escapando de la critica (1874) von Pere Borrell del Caso.

Metaisierung beschreibt in einem Kunstwerk die selbstreferentielle Verknüpfung zwischen Darstellung und Dargestelltem über eine Zwischen-Ebene (Metaebene). Sie bewirkt eine selbstreflexive Kunstbetrachtung und zeigt sich etwa im Mise en abyme, der Metalepse, dem selbstbewussten Bild oder dem Spiel im Spiel.

## Wortherkunft
Seit der antiken Philosophie wird das griechische Präfix ‚Meta‘ für wissenschaftliche Disziplinen verwendet (etwa die Metaphysik bei Aristoteles) und verweist auf deren Fundamentalfragen. Etymologisch bedeutet es „zwischen“ oder „(in-)mitten“ und nicht wie man annehmen könnte ‚von einer höheren Ebene aus‘. Bedeutung generiert sich laut dieser Vorstellung im Zwischen-Bereich (der Metaebene), in der zwei andere Ebenen in Relation gesetzt werden. 2007 unternahm Werner Wolf einen ersten Ansatz, den Begriff ‚Metaisierung‘ für die Medienwissenschaft fruchtbar zu machen. Er definiert darunter:

„[…] ein transgenerisches und transmediales Phänomen, das im Einziehen einer Metaebene in ein semiotisches System (ein Werk, eine Gattung oder ein Medium) besteht, von der aus Metareferenz erfolgt.“

## Definitionsansätze

### Selbstreflexion
Der Begriff kann synonym zu ‚Selbstreflexivität‘ verstanden werden. Von der Wortherkunft ausgehend verweist ‚Selbstreflexivität‘ allerdings auf eine Spiegelung bzw. ein Nachdenken auf sich selbst, wohingegen die ‚Metaisierung‘ die Frage nach einer im Werk verankerten Zwischen-Ebene stellt. Unter ‚Metareferenz‘ versteht Wolf Werke, die über ihr eigenes semiotisches System Aussagen treffen. Es wird also eine Bezugsebene zwischen dem Werk an sich und seinem Zeichensystem geschaffen. Wolf fasst darunter Gattungen und Medien.

„Der gemeinsame Nenner der verschiedenen Spielarten der Metaisierung besteht darin, dass es ihre jeweilige Form, Gattung [, Format] oder das Medium zum Inhalt erhebt.“

### Mimesis und Diegesis
Über die Metaebene findet also ein werkinterner Diskurs zwischen Erzählinhalt und Formatkonzept statt. Indem Werke „die Poetik einer Gattung [bzw. eines Formates] zu ihrem Thema erheben, schaffen sie ein Bewusstsein für standardisierte und schematisierte Darstellungsprozesse [Formatierungen] und verweisen auf die Rolle, die Gattungen [bzw. Formaten] als Sinnstiftungszentren zukommt.“ In der Literaturwissenschaft herrscht ein reger Diskurs, inwiefern diese ‚Bewusstmachung‘ auf Rezeptionsebene illusionsbrechend wirkt. Gérard Genette meint, dass so die Stabilität erzählerischer Weltbilder in Frage gestellt wird. Eine Grenze der Darstellung (seuil de représentation) werde überschritten. Hauthal et al. verweist darauf, dass selbstreflexive Formen einerseits mit Geschehensillusion brechen, andererseits eine Erzählillusion aufbauen. Illusionsbruch und -bildung finden gleichzeitig statt. Sie argumentieren über zwei Darstellungsmodi: ‚Mimesis‘ (von griech. 'mimesis' „Nachahmung“; das Dargestellte) und ‚Diegesis‘ (von griech. 'diégèse' „Erzählen“; der Akt der Darstellung), die auf Platons Dialog Politeia (392 v. Chr.) zurückzuführen sind. Selbstreflexive Formen machen quasi durch den Prozess der Mimesis die Mimesis des Prozesses sichtbar.

### Semiotischer Ansatz

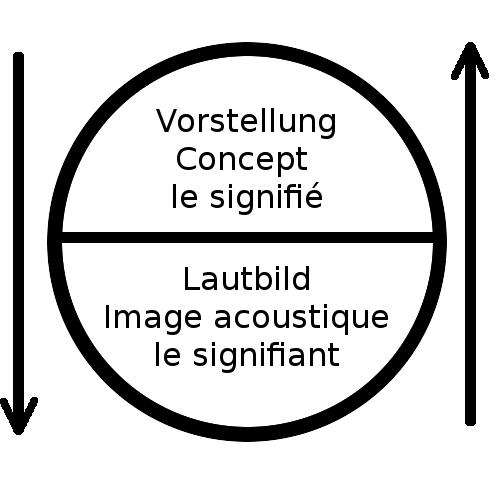
Signifikat und Signifikant nach Ferdinand de Saussure.

Zeichentheoretisch lässt sich das wie folgt erklären: Die semantische Beziehung zwischen Zeichen und Bezeichnetem (Signifikant und Signifikat) wird offen dargelegt.

„Film, comic, video-game and drama (etc.) all rely on the representational logic and spatiotemporal make-up of lived human experience that separates the worlds of the representation and the represented.“

Je nach Medium sind also verschiedene selbstreflexive Spielarten möglich. Medienkulturelle Regelwerke der Formate bestimmen, wie Medien zum Einsatz kommen und als Zeichensysteme funktionieren. Narrative Formatierung legt fest, wie erzählt wird und Erzählungen verstanden werden. Metaisierung findet statt, wenn die Bereiche der Repräsentation und des Repräsentierten aufeinander verweisen. Statt also von einer illusionsbrechenden oder -bildenden Rezeptionswirkung zu sprechen, könnte man sagen, dass dadurch die Wahrnehmung der eigenen Erzählwahrnehmung in den Fokus rückt. Hanebeck spricht von einem hermeneutischen Effekt, da Rezipienten hierdurch narrative Logik verstehen lernen. Die kognitiven Rahmungen einer Erzählung werden über die Erzählung bewusst gemacht. Selbstreflexive Strategien in narrativen Formaten wie dem Film legen also sowohl formatspezifische als auch allgemeine Erzählstrategien offen, die (nach diesem konstruktivistischen Verständnis) zugleich auch Voraussetzung bilden, diese Erzählungen zu verstehen.

### Bisoziation von Erzählform und -inhalt
Die Wahrnehmung des Erzählinhaltes und die Wahrnehmung der Regeln narrativer Formatierung treffen sich in einem Zwischen-Bereich, der Metaebene. Hier findet ein narratives Ereignis statt, das sowohl mit dem dargestellten Erzählinhalt als auch den darstellenden Formatmechanismen bisoziiert wird. Bisoziation definiert Arthur Koestler als:

„[…] the clash of the two mutually incompatible codes, or associative contexts. […] The pattern underlying […] is the perceiving of a situation or the idea, L, in two self-consistent but habitually incompatible frames of reference, M1 and M2. […] L is not merely linked to one associative context, but bisociated with two.“

Dies erklärt auch, weshalb sich selbstreflexive Formen schwer kategorisieren lassen: Sie sind abhängig von den jeweiligen Formatkonzepten und Erzählkonventionen einer Medienkultur, die auf kreative Weise mit Formatinhalten verknüpft werden.

## Metaisierungsphänomene
Obwohl eine Kategorisierung schwierig ist, wird ein Überblick über selbstreflexive Phänomene wie Mise en abyme, Metalepse, Metakunstwerk, ‚Spiel im Spiel‘, sowie ihre jeweiligen Diskursfelder unternommen.

### Mise en abyme

Mise en abyme in der Heraldik.

Der Begriff ‚Mise en abyme‘ geht auf Tagebucheinträge von André Gide aus dem Jahr 1893 zurück. Jean Ricardou verwendete ihn später für Spiegelungen in der mittelalterlichen Heraldik. Mise en abyme bezeichnet dabei „jede eingeschachtelte Darstellung, die in einer Ähnlichkeitsbeziehung zu dem sie einschachtelnden Werk steht.“ Narratologisch gesehen spiegelt sich also die Makrostruktur eines Erzählformates innerhalb der Erzählung (Mikrostruktur) wider. Komponenten tauchen in der Geschichte auf, die für die Produktion und Rezeption einer Erzählung verantwortlich sind. Lucien Dällenbach unterscheidet drei Arten von Spiegelungen: Die einfache Spiegelung (réflexion simple), unendliche Spiegelung (réflexion à l`infini) wie sie eine Matrjoschka-Puppe versinnbildlicht, und die ausweglose bzw. paradoxe Spiegelung (réflexion aporistique). Ein Beispiel hierfür wären die sich gegenseitig zeichnenden Hände von M. C. Escher (1948), die zum Symbol für Möbiusband-Erzählungen geworden sind. Dällenbachs ‚paradoxe Spiegelung‘ kann synonym zum literaturwissenschaftlichen Metalepse-Begriff verstanden werden.

### Metalepse
Das altgriechische Wort „metalepsis“ bedeutet wörtlich „Vertauschung“ und „Umstellung“. Im Unterschied zu einer einfachen Mise en abyme (einfache Spiegelung) kommt es bei der Metalepse zum akausalen Kurzschluss zwischen Elementen verschiedener Repräsentationsebenen. Sie stellen einen Sonderfall der Metaisierung dar. Ursprünglich bezeichnete Metalepse ein rhetorisches Stilmittel aus dem „offenbar im Laufe der Jahrhunderte eine Erzählweise [wurde].“  Gérard Genette übernahm ihn 1972 in seinem Werk Discours du récit, prägte den Terminus ‚narrative Metalepse‘ und definierte ihn als:

„[…] den Übergang von einer narrativen Ebene zur anderen […], einem Akt, der genau darin besteht, in einer bestimmten Situation erzählend – durch einen Diskurs – eine andere Situation zu vergegenwärtigen.“

Genette ordnet die Metalepse zu anderen narrativen Konstrukten wie der Prolepse, Analepse, Syllepse und Paralepse. Er verwendete ‚Metalepse‘ insbesondere für die Beschreibung (post-)moderner Literatur, die sich durch eine hohe Selbstreflexivität auszeichnet. Dennoch kann das Phänomen bereits in der antiken Literatur nachgewiesen werden oder etwa in der fantastischen Gegenwartsliteratur. Zum Beispiel in Michael Endes Roman Die unendliche Geschichte (1979) oder in Jostein Gaarders Sofies Welt (1991). „Die Metalepse ist eine vertikal gerichtete Grenzüberschreitung und Interaktion von Instanzen differenter Ebenen der Darstellung im Kunstwerk.“ Diese Definition fasst die beiden Hauptkriterien zusammen: Erstens, sind in Erzählungen mindestens zwei Ebenen der narrativen Repräsentation nötig. Genette benutzt hierfür den ‚Diegese‘-Begriff und bezieht sich dabei nicht auf Platon, sondern den französischen Filmtheoretiker Etienne Souriau, der diesen 1948 in die Filmtheorie einführte. Souriau differenzierte u. a. den ‚leinwandlichen‘ (écranique) Filmraum von dem ‚diegetischen‘ (diégétique). Semiotisch gesprochen handelt es sich bei ersterem um den Ort der Signifikanten und bei letzterem um den der Signifikate. Gemeint ist, dass durch den Erzählakt eine Art fiktive Welt der Figuren mit ontologischen Grenzen konstituiert wird, die damit eine imaginäre, raumzeitliche Rahmung für narrative Ereignisse schafft. Eine narrative Metalepse tritt auf, wenn ein Element aus einer Diegese in der anderen auftaucht (Kriterium zwei). Da beide Erzählräume ontologisch getrennt sind, erfolgt ein akausaler Kurzschluss – die Spiegelung wird ‚paradox‘.

### Selbstbewusstes Bild

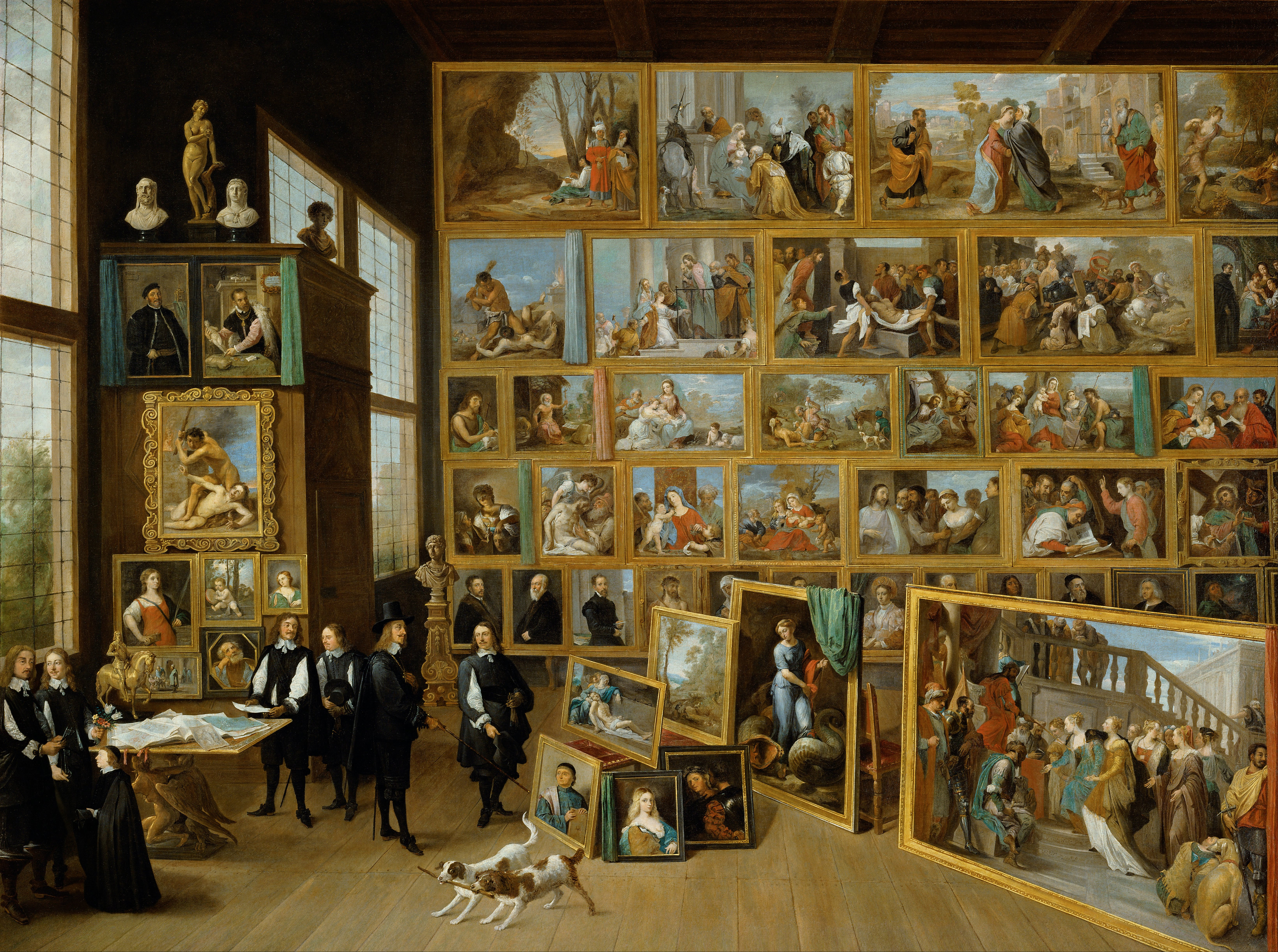
Bild(er) im Bild in David Teniers Erzherzog Leopold Wilhelm in seiner Galerie (1651)

Victor I. Stoichita übernahm die Systematik aus der Literaturtheorie für die Kunstwissenschaft und prägte den Begriff des selbstbewussten Bildes (auch Metakunstwerkes oder Metabildes). Dieses lenkt „den Blick des Betrachters vom fertigen Produkt auf den Prozess der Entstehung und Rezeption von Kunst […].“ Auch hier wird eine Metaebene konstruiert, die zwischen zwei ontologisch-getrennten Repräsentationsebenen assoziative oder (a)kausale Bezüge schafft. Beispiele wären Bilder mit Spiegelmotiv, Trompe l`oeils, Kippbilder oder Bild(er) im Bild – etwa David Teniers Erzherzog Leopold Wilhelm in seiner Galerie (1651). Durch ihre autoreferentiellen Merkmale und den bereits erwähnten ‚hermeneutischen Effekt‘ können sie als Vorformen der Kunstbetrachtung gelten. Aber auch hier bietet sich Dällenbachs Unterscheidung der einfachen Spiegelung bzw. Mise en abyme von der paradoxen Spiegelung bzw. „visuellen Metalepse“ an. Etwa in dem Kunstwerk Escapando de la critica (1874) von Pere Borrell del Caso.

### Spiel im Spiel

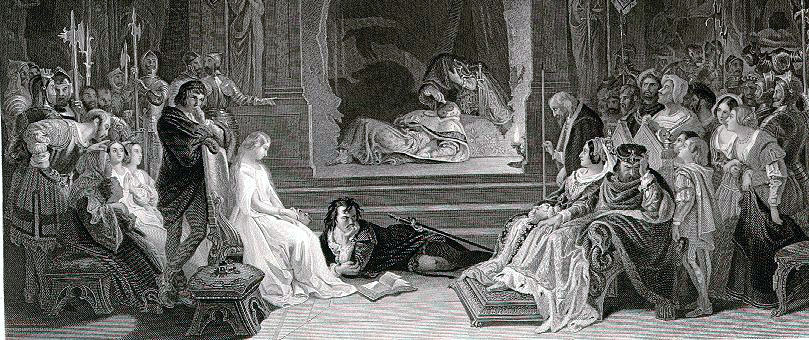
Spiel im Spiel Struktur in Shakespeares Hamlet: Mit dem Schauspiel „Die Ermordung des Gonzago“ versucht Hamlet Polonius des Mordes zu überführen.

Auch im Theater haben sich Begrifflichkeiten wie das ‚Spiel im Spiel‘, ‚Play within the Play‘ bzw. ‚le theater dans le theater‘ herausgebildet. Bereits im Namen wird das Kriterium der beiden ontologisch getrennten Repräsentationsebenen deutlich. Eine ‚Rahmenerzählung‘ (‚frame play‘; ‚pièce-cadre‘) und eine ‚Binnenerzählung‘ (‚internal play‘; ‚pièce intérieure‘) müssen vorhanden sein. Die Spiegelung theatraler Erzählformate erfolgt z. B. durch die Dopplung eines Publikums. Oder indem in der Binnenhandlung Schauspielerfiguren auftreten, die wiederum Rollen verkörpern. Bekannte Beispiele solcher ‚Spiel im Spiel‘ Szenarien finden sich in Shakespeares Midsummer Night’s Dream (1595) oder Hamlet (1599). Wie im Falle der Prosaliteratur und der Bildenden Kunst lassen sich Traditionslinien des Meta-Dramas von Aristophanes bis in die Gegenwart ziehen, begleitet von ‚Hochphasen der Selbstreflexion‘ im Barock, der Aufklärung, Moderne und Postmoderne. Wichtig ist, dass die Begriffe ‚Spiel im Spiel‘, Mise en abyme und Metalepse aus verschiedenen Diskursfeldern stammen. Wolfs ‚Metaisierung‘ bzw. der Terminus ‚Selbstreflexivität‘ sind Ansätze, Überbegriffe für dieses Feld transmedialer Phänomene zu entwickeln. Allerdings weist z. B. das ‚Spiel im Spiel‘ auch Bezüge zu didaktischen Konzepten von Bertolt Brecht auf: Das bürgerliche Subjekt wird in Frage gestellt und über das Maskenspiel der sozialen Rollen transzendiert. Es bleibt somit stets zu berücksichtigen, dass den Begriffen aufgrund ihrer Herkunft aus verschiedenen Diskursfeldern auch verschiedene Bedeutung anhaftet.